# التون (چشر)
التون (به انگلیسی: Elton) یک روستا و محله مدنی در بریتانیا است که در چشر غربی و چستر واقع شده‌است. التون ۳٬۵۸۶ نفر جمعیت دارد.